# Leif Hoste
Leif Hoste (Courtrai, 17 luglio 1977) è un ex ciclista su strada belga. Professionista dal 1998 al 2012, era uno specialista delle prove a cronometro e delle classiche del Nord.

## Carriera
Professionista dal 1998, ha vestito le divise di Vlaanderen 2002, Mapei, Domo-Farm Frites, Lotto (attraverso numerosi cambi di sponsor e denominazione), Discovery Channel e Katusha Team. Nel 2012, ultima stagione da professionista, gareggia per la Accent.jobs-Veranda'sWillems, formazione Professional Continental belga.
I suoi migliori risultati includono due vittorie di tappe e la classifica generale della Tre Giorni di La Panne, tre titoli nazionali a cronometro e tre secondi posti al Giro delle Fiandre negli anni 2004, 2006 e 2007, dietro rispettivamente a Steffen Wesemann, a Tom Boonen e ad Alessandro Ballan. Alla Parigi-Roubaix 2006, dopo essersi piazzato secondo, è stato squalificato assieme a Peter Van Petegem e Vladimir Gusev per aver oltrepassato un passaggio a livello dei treni con sbarre abbassate.
Ritiratosi nel 2012 per problemi alla schiena, l'anno seguente viene accusato dell'utilizzo di sostanze dopanti, a causa di anomalie nel passaporto biologico. Viene squalificato dalla Federciclismo belga per due anni e costretto a pagare 150 000 euro di multa.

## Palmarès
- 1997

Omloop Het Volk Beloften
- 1998

3ª tappa Circuito Montañés
1ª tappa Tour de l'Avenir
- 2000

3ª tappa Giro di Vallonia
- 2001

Campionati belgi, Prova a cronometro
- 2006

Campionati belgi, Prova a cronometro
1ª tappa Tre Giorni di La Panne (Middelkerke > Zottegem)
4ª tappa Tre Giorni di La Panne (De Panne, cronometro)
Classifica finale Tre Giorni di La Panne
- 2007

Campionati belgi, Prova a cronometro

### Altri successi
- 2006

Classifica scalatori Tre Giorni di La Panne

## Piazzamenti

### Grandi Giri
- Tour de France

2007: 110º
2008: 124º
- Vuelta a España

2005: ritirato (10ª tappa)
2010: 118º

### Classiche monumento
- Milano-Sanremo

2005: ritirato
2006: 133º
2007: ritirato
2008: 120º
2011: 124º
- Giro delle Fiandre

2003: ritirato
2004: 2º
2005: 23º
2006: 2º
2007: 2º
2008: 19º
2009: 27º
2010: 29º
2011: 56º
2012: 37º
- Parigi-Roubaix

2003: 37º
2004: 12º
2005: 33º
2006: squalificato
2007: 13º
2008: 6º
2009: 4º
2010: 8º
2011: ritirato
- Liegi-Bastogne-Liegi

2001: ritirato
2003: ritirato
- Giro di Lombardia

2005: ritirato

### Competizioni mondiali
- Campionati del mondo

Lisbona 2001 - Cronometro Elite: 6º
Madrid 2005 - Cronometro Elite: 31º
Salisburgo 2006 - Cronometro Elite: 7º
Salisburgo 2006 - In linea Elite: ritirato
Varese 2008 - Cronometro Elite: 33º
Melbourne 2010 - In linea Elite: ritirato